# Tunnel d'Orelle
Le tunnel d'Orelle est un tunnel autoroutier alpin situé en France sur la commune d'Orelle dans le département de la Savoie en région Auvergne-Rhône-Alpes.
11e tunnel routier le plus long de France, il est traversé par l'autoroute A43 joignant Lyon au tunnel du Fréjus à la frontière franco-italienne.

## Situation
Le tunnel d'Orelle est situé sur la commune d'Orelle, en Savoie, sous l'ubac de la partie sud de la commune, en rive gauche de la rivière de l'Arc.
Le tunnel longe la vallée de la Maurienne en traversant souterrainement la forêt d'Orelle sur les flancs du Gros Crey, de la pointe de la Sandonière, du crêt de Longefan, du mont Coburne et de la roche Fleurie.

## Histoire

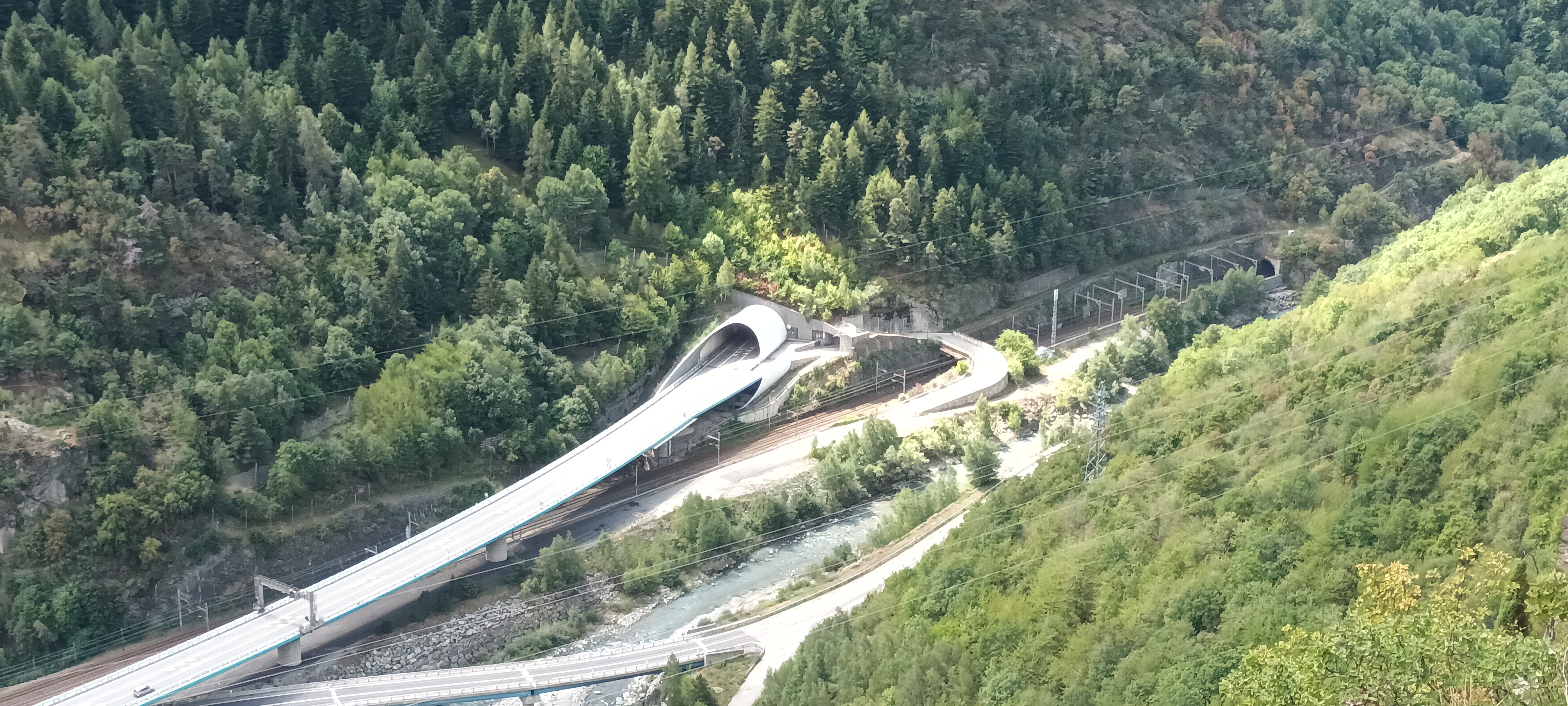
Sortie est du tunnel d'Orelle depuis le belvédère de Sous-les-Roches près de Bonvillard à Orelle.

Une fois le projet accepté par les collectivités locales et les acteurs politiques, les travaux de percement et de construction ont commencé en 1995 pour se terminer en 2000. L'ouverture du tunnel est célébrée le 12 juillet 2000 en présence des autorités publiques.
Celui-ci a aussi une station de ventilation située sur la même commune, au-dessus du village de la Bronsonnière, près du hameau de Francoz. C'est la station de ventilation de la Bronsonnière.

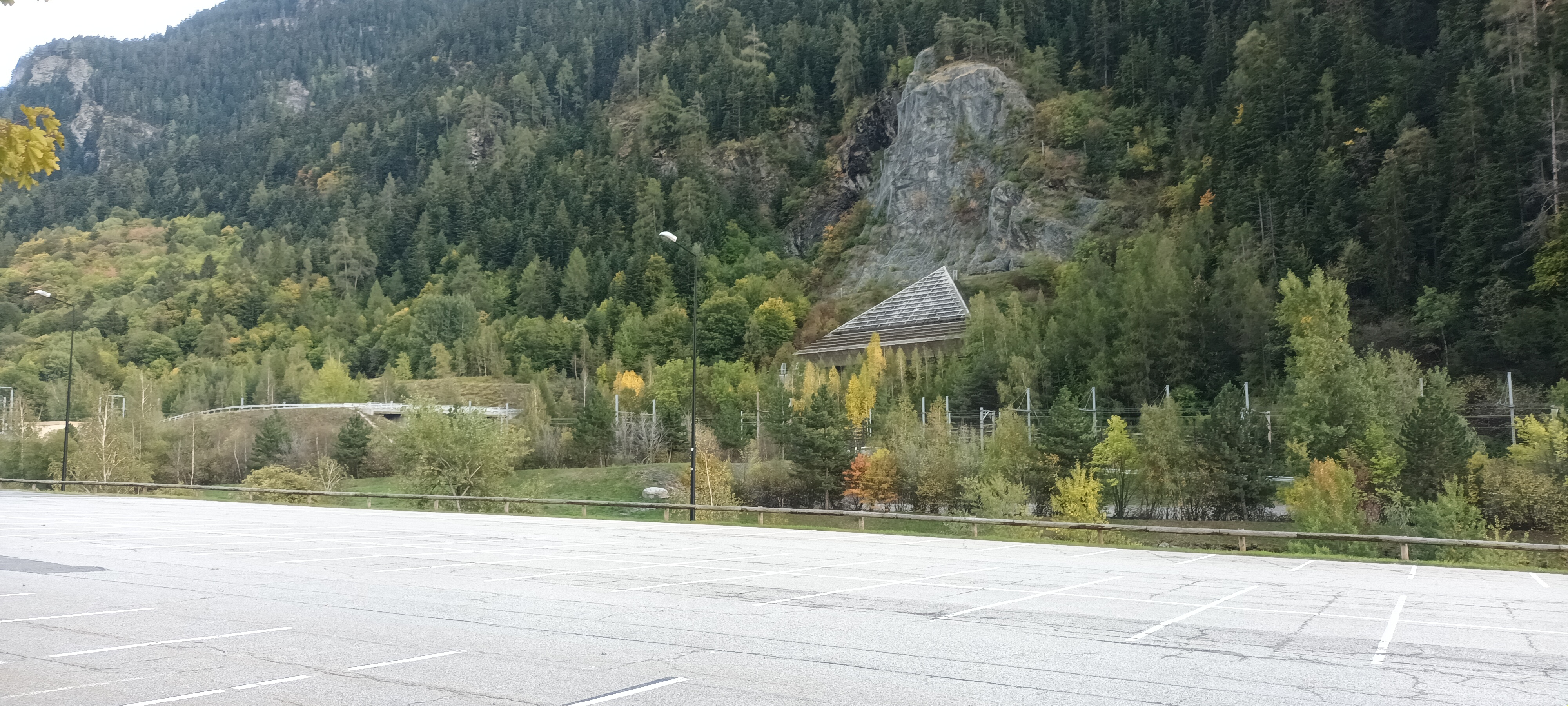
Vue du lieu-dit de la Bronsonnière depuis le parking de la télécabine d'Orelle[8].
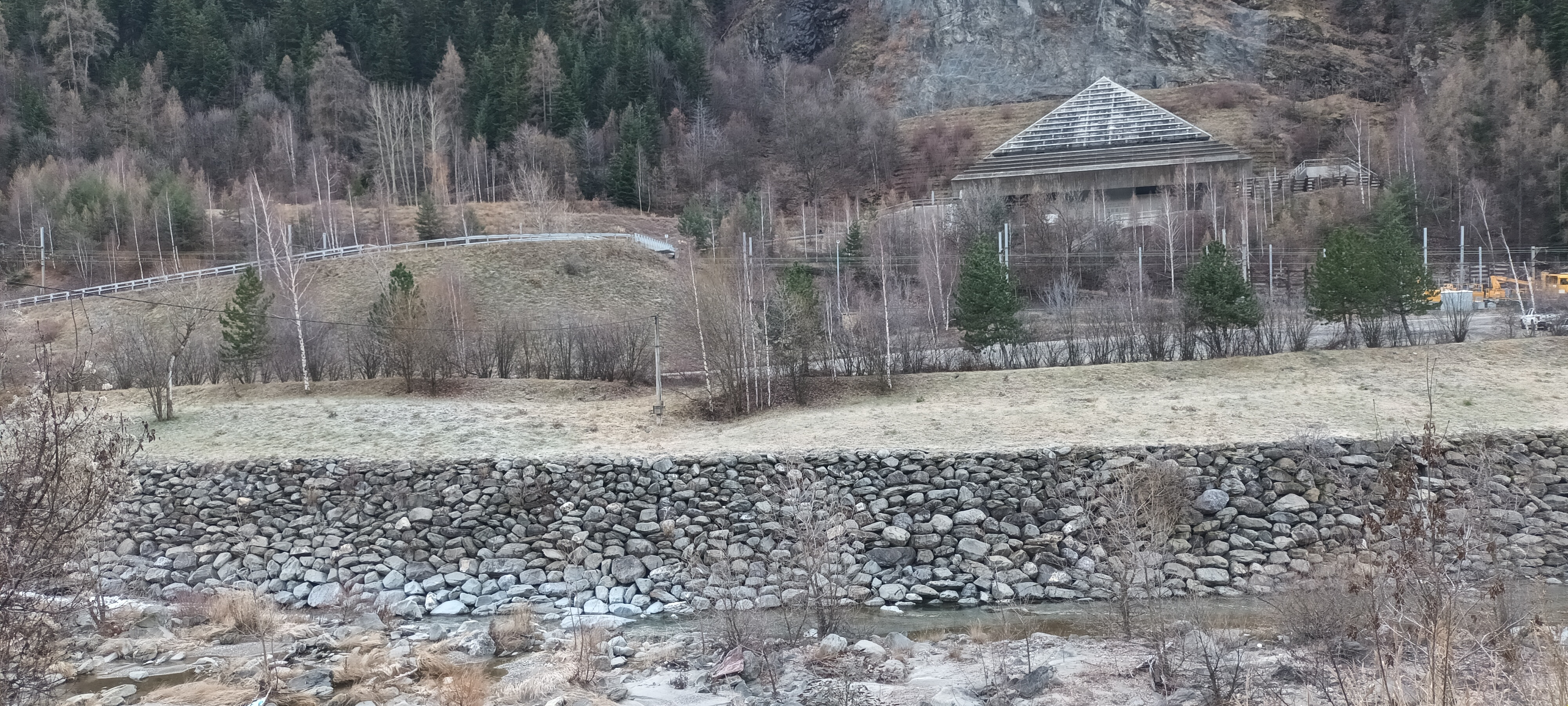
Vue de la rive gauche de l'Arc depuis Francoz.
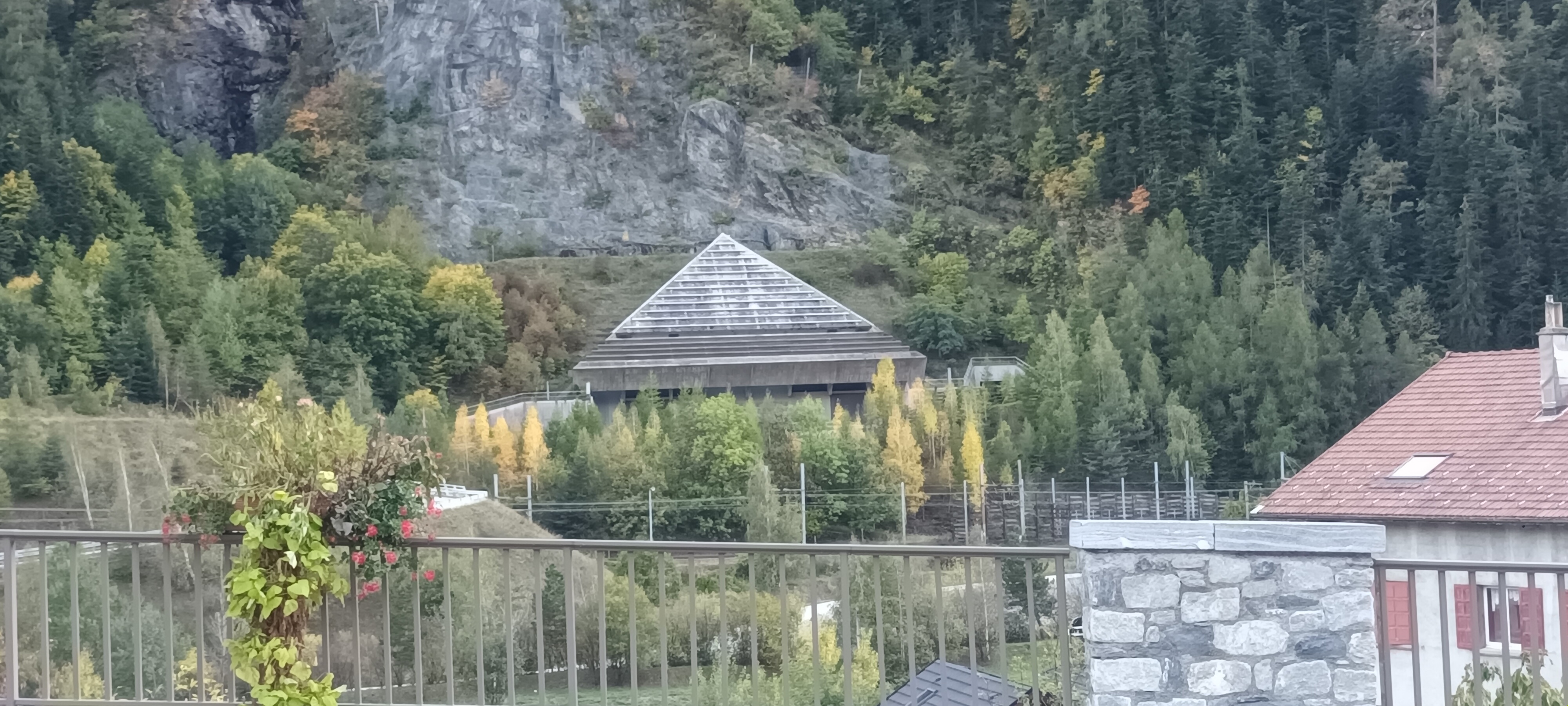
La station de ventilation du tunnel d'Orelle à la Bronsonnière[9].

Depuis la mise en marche de ce tunnel, la municipalité d'Orelle perçoit des revenus provenant des taxes d'emprise territoriale. C'est en partie (sans oublier le barrage de Bissorte) grâce à cette infrastructure que la commune d'Orelle perçoit des revenus.

## Caractéristiques
De 3 692 mètres de long, le tunnel est un unique tube de 11,10 m de large contenant 3 voies sans séparateur central (1 voie dans chaque sens avec bande d'arrêt d'urgence centrale) que constitue l'autoroute A43 à cet endroit.
Ce tunnel est le 11e plus long de France. La vitesse y est limitée à 80 km/h. La Société française du tunnel routier du Fréjus, basée à Modane, est chargée de l'installation.
Lors des travaux, de grands gisements de quartz et de sidérite ont été recensés.